# 酒

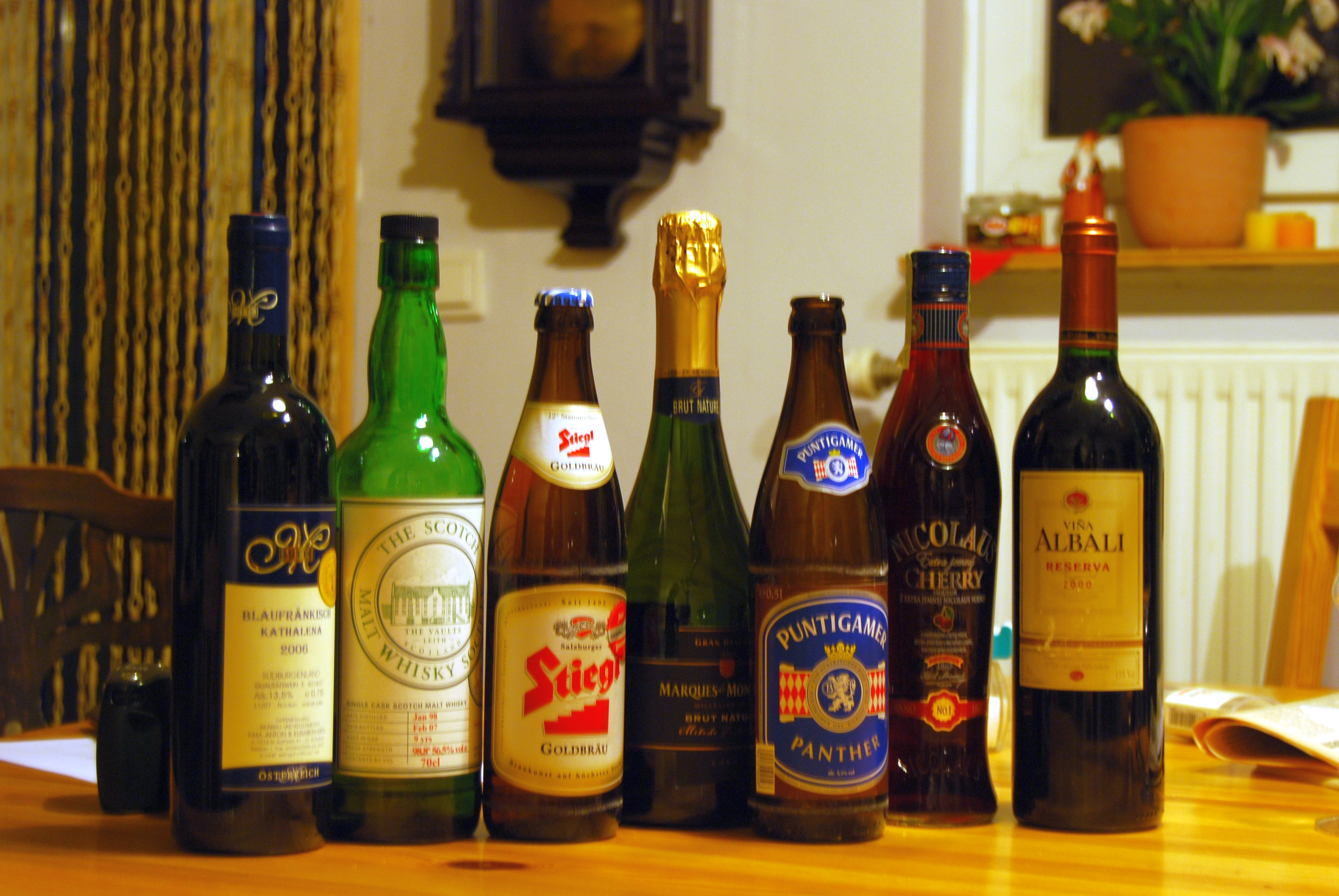
様々な種類の酒

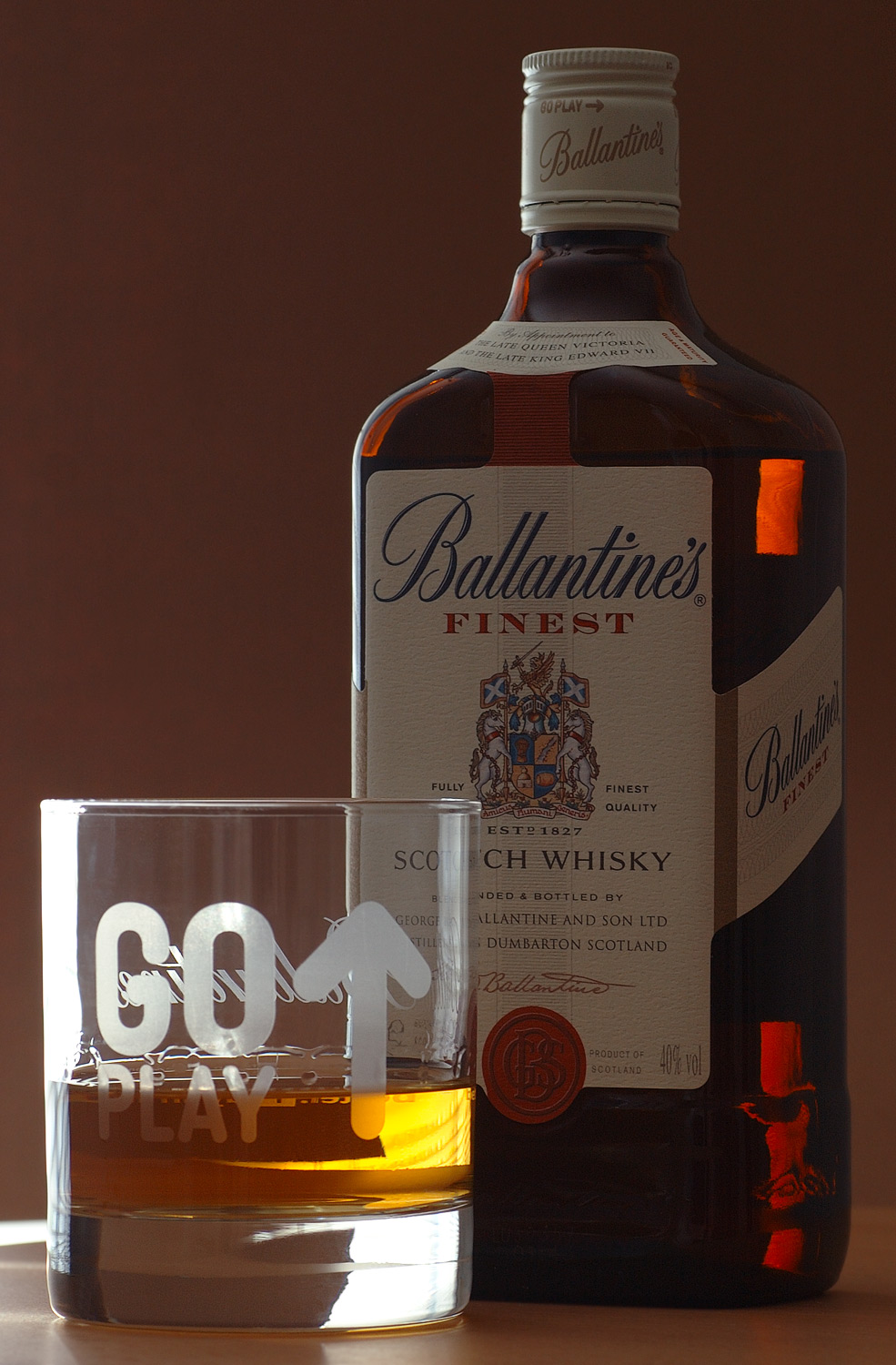
ウイスキー、スコットランド発祥の酒。

酒（さけ）は、エタノール（アルコールの一種）が含まれた飲料の総称。
原料をアルコール発酵させて得る醸造酒、それから造られる蒸留酒などに大別され、原料や酵母、製法などの違いによる多様な酒が世界各地にある。
酒を飲むことを飲酒といい、アルコールは抑制作用を有するため、飲酒はヒトに酩酊（酒酔い）を引き起こす。

## 概説
日本語では丁寧な呼び方として御酒（おさけ、ごしゅ、おささ、みき）もよく用いられ、酒類（しゅるい、さけるい） やアルコール飲料（アルコールいんりょう）、またソフトドリンクに対して「ハードドリンク」とも呼ばれることがある。西洋ではワインに相当する言葉が総称として用いられることがある。
酒は人類史において最古から存在する向精神薬の一つである。しかし、酩酊は往々にして混乱や無秩序をもたらし、社会から忌避される。「百薬の長とはいへど、よろづの病は酒よりこそ起これ」などと言われ、古来より酒は社会にとって両価値的存在だった。
酒の歴史は古く、有史以前から作られていたと見られている（→#歴史）。
製造方法・原料・味わいなどは非常に多種多様であり、分類方法も同様である（→#種類）。
原料は多くの場合、ブドウやリンゴなどの果実、大麦や米などの穀物、イモなどの根菜のいずれかが使われる（→#原料）。
効用としてはストレスの解消、コミュニケーションの円滑化、疲労回復が挙げられる（→#効用）。そしてヒトの脳を萎縮させ、時に違法薬物を上回ると言われる最も有害な薬物であり、世界で毎年250万人の死亡につながり死因の4%を占める。作用量と致命的な量が近く急性アルコール中毒になりやすい薬物であり、アルコール乱用や、禁断症状が致命的な振戦せん妄となりうるアルコール依存症となることもあり、アルコール飲料はIARC発がん性でグループ1（発がん性あり）にも分類される（→#健康への影響）。
アメリカ合衆国では飲酒による死因の14%が運転事故、8%が他殺、7%が自殺、5.6%が転落死を占める（→#飲酒と社会）。またその効用も副作用も、（主に遺伝的な）個人差が大きいことで知られる。
このように及ぼす影響が大きいため、2010年に世界保健機関（WHO）の「アルコールの有害な使用を低減するための世界戦略」が採択されており、また政府の税収確保のため、酒の製造および流通（販売）は、多くの国において法律により規制されている（→#法律）。宗教ごとに酒の扱いは異なっており、儀式に用いられたり、神への捧げ物とされていたり、また身を清め神との一体感を高めるための飲み物とされていたりする。宗教によっては、飲酒を禁じているものもある（→#宗教と酒）。

## 歴史

### 古代
酒の歴史は非常に古く、先史時代（文字で歴史が記録される以前）から作られた。
最古の酒とされている蜂蜜酒（ミード）は農耕が始まる以前から存在し、およそ1万4千年前に狩人がクマなどに荒らされて破損した蜂の巣に溜まっている雨水を飲んだことが始まりとされている。
南米、アジア、アフリカのごく一部で現在も行われている、各種穀物を口に入れ噛み砕いた後、瓶や甕に吐き出し集め発酵を待つという原始的な酒造法が低アルコールながら有史以前に広まっており、古代日本でも巫女がその役を務め「醸す」の語源となっていると言う説がある（「口噛み酒」参照）。
2004年12月、中国で紀元前7000年頃の賈湖（かこ）遺跡（en）から出土した陶器片を分析したところ、米・果実・蜂蜜などで作った醸造酒の成分が検出されたという報告があった。いまのところこれが考古学的には最古の酒である。
古代オリエント世界では、紀元前5400年頃のイラン北部ザグロス山脈のハッジ・フィルズ・テペ遺跡から出土した壺の中に、ワインの残滓が確認された。また紀元前3000年代には、シュメールの粘土板にビールのことが記録されている。シュメールの後を継いだバビロニアで、最古の成文法であるハンムラビ法典の中にビール売りに関する規定が記されている（第108条 - 第110条）。
古代エジプトでは紀元前2700年頃までにはワインが飲まれていた。ツタンカーメン王の副葬品の壺からはワインが検出されている。またビールも広く飲まれていた。エジプトのピラミッド工事の労働者にはビールが支給されていた。オリエント世界ではブドウの育つ場所が限られるので、ワインは高級な飲み物であり、ビールはより庶民的な飲み物だった。
中国大陸において殷・周の時代、酒は国家の重要事である祝祭において重要な意味を持っていた。非常に手の込んだ器である殷代青銅器のうち、多くのものは酒器である。
『論語』には「郷人で酒を飲む（村の人たちで酒を飲む）」などの記述があり、紀元前5世紀頃には一般的な飲み物になっていた。

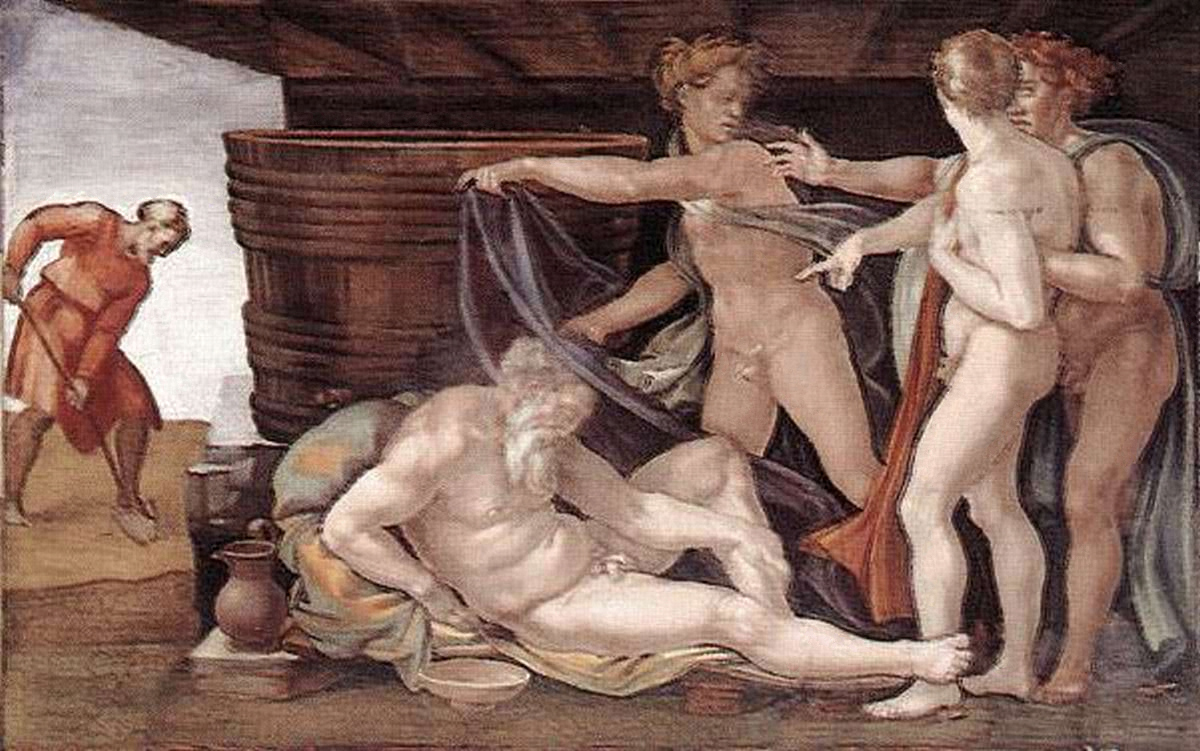
ノアの泥酔（ミケランジェロ画）

古代ギリシアや古代ローマは、ブドウの産地ということもあり、ワインが多く生産された。それらはアンフォラと呼ばれる壺に入れられて、地中海世界で広く交易されていた。酒の神ディオニューソス（ローマではバッカス）が信仰され、酒神を讃える祭りが行われた。
酒を蒸留する技術は、3世紀頃のアレクサンドリアの錬金術師たちには、既に知られていたと推測される。
ローマ帝国は、ブリタンニア属州（現代のイギリス南部）をはじめヨーロッパの各地を支配下に収め、その過程でワイン生産の技術を伝えた。フランスのボルドーやブルゴーニュでは、その頃からワインの製造が始まっている。なおイギリスは、気候の低温化によりブドウが栽培できなくなり、ワイン生産は廃れた。

### 中世
10世紀以前には蒸留酒が発明されていた。それは錬金術師が偶然に作り出したものだといわれる。ラテン語で蒸留酒はアクア・ヴィテ（生命の水）と呼ばれた。それが変化してフランス語でオード・ヴィー、ゲール語でウシュクベーハー（ウイスキーの語源とされる）になり、今日の様々な蒸留酒の区分ができた。
1171年、ヘンリー2世の軍隊がアイルランドに侵攻した。その時の記録によると、住民は「アスキボー」という蒸留酒を飲んでいたという。これがウイスキーの語源となる。
日本の沖縄（当時は琉球）では、若い女性が口の中で噛み砕いた木の実を唾液とともに吐き出し、それを醗酵させた口噛み酒を中国の使節へ供したという記録がある。

## 原料

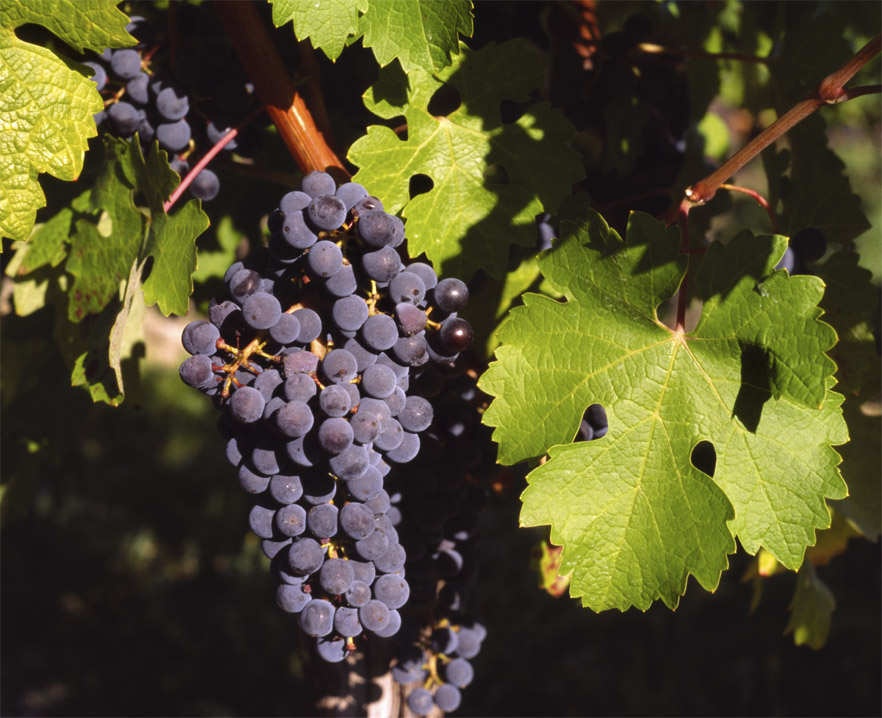
カベルネ・ソーヴィニヨン（ブドウの品種）

糖分、もしくは糖分に転化されうるデンプン分があるものは、酒の原料になりうる。脂肪やタンパク質が多いもの（たとえば大豆などの豆類）は原料に向かない。

### よく用いられる原料
果実類ブドウ、リンゴ、サクランボ、ヤシやクリの実など
穀物類米、麦、トウモロコシなど
根菜類ジャガイモ、サツマイモなど

### アルコール発酵に用いる菌
酒に含まれるアルコール分はほとんどの場合、酵母などの菌によって、糖のアルコール発酵が行われる。テキーラは酵母ではなくザイモモナスと呼ばれる細菌をアルコール発酵に使用している）。
しかし、麦・米・芋などの穀物類から造る酒の場合、原材料の中の炭水化物はデンプンの形で存在しているため、先にこれを糖に分解（糖化）する。糖化のためにはアミラーゼ等の酵素が必要である。酵素の供給源として、西洋では主に麦芽が、東洋では主に麹が使われる。

### その他の原料
天然の素材
サトウキビ、テンサイ、樹液、乳、蜂蜜
加工品
- 酒造の副産物として得られる酒粕やブドウの絞りかすなど

このほか、通常は飲料や食材として扱われていなくても、含有している糖分をアルコール発酵させれば酒は造れる。日本の森林総合研究所は、木材を細かく破砕してリグニンに保護されていたセルロースを露出させて酵素により糖に変え、樹種により味・香りが異なる酒を造る製法を開発した。

## 種類

### 製造方法による分類
酒は大きく分けて醸造酒、蒸留酒、混成酒に分かれる。醸造酒は単発酵酒と複発酵酒に分けられ、複発酵酒は単行複発酵酒と並行複発酵酒に分けられる。
- 醸造酒：原料を発酵させた酒。蒸留や混成といった手順を踏まないもの（発酵後そのままとは限らない。飲みやすく調整するために水を加えるなど）。
  - 単発酵酒：原料中に糖類が含まれており、最初からアルコール発酵を行うもの。
  - 複発酵酒：アルコール発酵だけでなく、穀物のデンプンなどを糖化する過程を含むもの。
    - 単行複発酵酒：糖化の過程が終わってからアルコール発酵が行われるもの。ビールなど。
    - 並行複発酵酒：糖化とアルコール発酵が並行して行われるもの。清酒など。
- 蒸留酒：醸造酒を蒸留し、アルコール分を高めた酒。
- 混成酒：酒（蒸留酒が主に使われる）に他の原料を加え、香り・味・色などを整えた酒。

蒸留酒のうち、樽熟成を行わないものをホワイトスピリッツ、何年かの樽熟成で着色したものをブラウンスピリッツとする分類法がある。ただし、テキーラ、ラム、アクアビットなどではホワイトスピリッツとブラウンスピリッツの両方の製品があり、分類としては本質的なものではない。
なお、全ての酒が上記いずれかに含まれるわけではない。例えばアイスボックビール は、醸造後にアルコール分を高める手順があるため醸造酒とは言いがたいが、その手順が蒸留ではない（凍結濃縮）ため蒸留酒でもない。また、凍結濃縮を他の酒類に適用する研究も行われている。

### 原料による分類
原料によって酒の種類がある程度決まる。しかし、ジン、ウォッカ、焼酎、ビール、マッコリがあり、必ずしも原料によって酒の種類が決まるわけではない。また、原産地によって名称が制限される場合がある。たとえばテキーラは産地が限定されていて、他の地域で作ったものはテキーラと呼ぶことができず、メスカルと呼ばれる。
|             |                                 | 醸造酒                             | 蒸留酒                                | 混成酒         |
| ----------- | ------------------------------- | ---------------------------------- | ------------------------------------- | -------------- |
| 果実        | ブドウ                          | ワイン                             | ブランデー ピスコ                     |                |
| 果実        | ブドウ（絞りかす）              |                                    | グラッパ マール                       |                |
| 果実        | リンゴ                          | シードル（アップル・ワイン）       | カルヴァドス サボルチの林檎パーリンカ |                |
| 果実        | ナシ                            | ペリー（またはペルー）             |                                       |                |
| 果実        | レモン                          |                                    |                                       | リモンチェッロ |
| 果実        | プルーン                        |                                    | ツイカ スリヴォヴィッツ               |                |
| 果実        | バナナ                          | バナナ・ビール                     |                                       |                |
| 果実        | その他                          | 猿酒                               |                                       |                |
| 穀物        | 米                              | 清酒 どぶろく 紹興酒 マッコリ サト | 米焼酎 泡盛 ソジュ                    | みりん         |
| 穀物        | 米（酒粕）                      |                                    | 粕取焼酎                              |                |
| 穀物        | 小麦                            | 白ビール ボザ                      |                                       |                |
| 穀物        | 大麦                            | ビール バーレーワイン              | モルトウイスキー 麦焼酎               |                |
| 穀物        | トウモロコシ                    | チチャ                             | バーボン・ウイスキー                  |                |
| 穀物        | トウモロコシ （コーンスターチ） | ビール ※副材料として 用いられる。  | 甲類および乙類焼酎                    |                |
| 穀物        | モロコシ                        |                                    | 白酒                                  |                |
| 穀物        | ソバ                            |                                    | 蕎麦焼酎                              |                |
| 穀物        | ライムギ                        | クワス                             |                                       |                |
| 穀物        | ヒエ                            | トノト                             |                                       |                |
| 穀物        | テフ                            | テラ                               |                                       |                |
| 根菜類      | サツマイモ                      |                                    | 芋焼酎                                |                |
| 根菜類      | ジャガイモ                      |                                    | アクアビット                          |                |
| 根菜類      | タピオカ                        |                                    | 甲類焼酎 ※一部の商品                  |                |
| その他 植物 | サトウキビ                      |                                    | アグリラム カシャッサ 黒糖焼酎        |                |
| その他 植物 | リュウゼツラン                  | プルケ                             | メスカル テキーラ                     |                |
| その他 植物 | ヤシの樹液                      | ヤシ酒                             |                                       |                |
| その他 植物 | トマト                          |                                    | トマト焼酎                            |                |
| その他      | 乳                              | 馬乳酒 クミス                      | アルヒ                                |                |
| その他      | 蜂蜜                            | ミード メドヴーハ                  |                                       |                |
| その他      | 廃糖蜜                          |                                    | 甲類焼酎 インダストリアルラム         |                |

### 酒類の分類に関連する法律
アルコール飲料は多くの国で課税対象であり、また年齢によって飲用が制限されることも多いため、法律によって酒の定義や区分を明確に定めている。
日本ではアルコール度数1度以上が酒類と定義され20歳未満の飲用は禁じられているが、これらの閾値は国・地域によって異なる。
また、フランスのAOC法のように文化財としての酒を保護するための法律もある。

## 度数
| 種類                 | 100g中のアルコール質量 |
| -------------------- | ---------------------- |
| 日本酒（純米酒）     | 12.3g                  |
| 日本酒（本醸造酒）   | 12.3g                  |
| 日本酒（吟醸酒）     | 12.5g                  |
| 日本酒（純米吟醸酒） | 12.0g                  |
| ビール（淡色）       | 3.7g                   |
| ビール（黒）         | 4.2g                   |
| ビール（スタウト）   | 5.9g                   |
| 発泡酒               | 4.2 g                  |
| ぶどう酒（白）       | 9.1g                   |
| ぶどう酒（赤）       | 9.3g                   |
| ぶどう酒（ロゼ）     | 8.5g                   |
| 紹興酒（紹興酒）     | 14.1g                  |
| しょうちゅう（甲類） | 29.0g                  |
| しょうちゅう（乙類） | 20.5g                  |
| ウイスキー           | 33.4g                  |
| ブランデー           | 33.4g                  |
| ウオッカ             | 33.8g                  |
| ジン                 | 40.0g                  |

日本でのアルコール度数は、含まれるアルコールの容量パーセントで「度」と表す。正確には、温度15℃のとき、その中に含まれるエチルアルコールの容量をパーセントで表した値。販売されている酒の多くは、3度（ビール等）から50度前後（蒸留酒類）の範囲であるが、中には90度を超す商品もある。日本の酒税法では、1度未満の飲料は酒に含まれない。そのため一般的な甘酒はソフトドリンクに分類される。なお、日本酒には「日本酒度」という尺度があるが、これは日本酒の比重に基づくもので、アルコール度数とエキス分（酒類中の糖、有機酸、アミノ酸など不揮発性成分の含有量）に依存する。
英語圏では、度数のほか、アルコールプルーフも使われる。USプルーフは度数の2倍、UKプルーフは度数の約1.75倍である。英語圏で degree や ° といえばプルーフのことである。

## 効用

### 高齢期の認知能力向上
中年期の適度なアルコール摂取（女性で約325ml／日、男性で約600ml／日）が、老年期の認知能力の向上につながる可能性を示唆する研究がある。

### 食欲の増進
個人差はあるものの、少量の飲酒に限れば、胃液の分泌が盛んになり消化を助け、食欲が増進する。

### ストレスの解消
ほろ酔い程度の飲酒により、行動欲求を抑圧している精神的な緊張を緩和し、気分がリラックスし、ストレスの解消につながる（セルフメディケーション）。

### コミュニケーションの円滑化
適量のアルコールが体内に入ると、思考や知覚、運動、記憶などといった機能をつかさどっている大脳皮質の抑制が解放される作用がある。抑制が取れることにより緊張がほぐれ、コミュニケーションがより陽気で快活になり、会話が活発になる。酒により会話などの行動する勇気が出る効果を英語では、liquid courage（リキッド・カレージ）と言われる。魅力的に見えるビール・ゴーグル効果と呼ばれるものはあるが、研究では魅力の増減ではなく魅力的に見える相手にリキッド・カレージで近寄りやすくなる効果が確認された。

### 疲労回復
少量の飲酒は、血管を拡張させて血液の流れを良くして血行を改善する。その結果、体を温め、疲労回復の効果があがる。また、利尿作用もあるので、体内にたまった疲労のもとになる老廃物の排出を促進する。

### 健康食品として
アルコールに関しては健康への悪影響が懸念される中、ワインなどに含まれるポリフェノールについても注目されている。ポリフェノールは動脈硬化や脳梗塞を防ぐ抗酸化作用、ホルモン促進作用などがあり、特にウィスキーの樽ポリフェノールは従来のポリフェノールの約7倍の抗酸化力を持ち、細胞内ソルビトールの蓄積を抑制するため糖尿病なども抑制する効果を持つ。その他にウィスキーにはメラニンの生成を抑制するチロシナーゼが含まれているため美白効果をもたらす可能性も期待されている。

### 死亡率の低下
2000年に開始された日本の政策、健康日本21のまとめでは、日本人では全くアルコールを飲まないより、一日の純アルコール摂取量が男性で10から19g、女性9gまでの場合に、最も死亡率が低くなるとされている。これを超える場合、死亡率が高まるとしている。
しかし、別の研究では少量でも健康へ悪影響があるとしている。（#飲酒習慣と健康を参照）

## 料理と酒
特に酒とともに食べる料理を肴という。ソーセージとビールや、キャビアとウォッカなど料理と定番の組み合わせがある。フランス料理とワインや、日本料理と日本酒のように食事の際にも飲まれる。また食前酒や食後酒などもある。特に酒のための食事を宴会とよぶ。
料理に風味付けや肉や魚などの臭み消し等の用途でみりん、日本酒、ワイン、ブランデー、ウィスキーなどが使用され、煮切りやフランベなどの調理法がある。そのほか、パンの原材料としてや、漬物、饅頭やカステラなどの和菓子、チョコレートやケーキなどの洋菓子にも使われる。奈良漬けやブランデー・ケーキ、中のシロップにワインやブランデーが使われているチョコレートなどには風味のためアルコール分が残してある。
エチオピアにはパルショータと呼ばれる醸造酒を主食とする人々がいる。

## 健康への影響

デビッド・ナットら薬物に関する独立科学評議会（ISCD）による2010年に『ランセット』に掲載された薬物の相対的な有害性に関する論文は、社会的な有害性も評価し暴力や事故を引き起こす傾向の強いアルコールを最も有害とした。

### 人体への作用
摂取した酒に含まれるアルコール（エタノール）は、主に胃と小腸粘膜で吸収される。吸収されたアルコールは迅速に酸化されアセトアルデヒドとなる。酒に含まれるエチルアルコールは向精神性物質であり、人間の不安感や抑うつ感を抑える効果がある。しかし、一度に大量のアルコールを摂取すると代謝が間に合わず、血中アルコール濃度が上昇を始める。血中のアルコールは中枢神経系を麻痺させ、酩酊や急性アルコール中毒を引き起こす。嘔吐することもある。
アルコールの作用が強くなると、一時的に記憶がなくなることもある。このような作用を持つ薬物としては睡眠薬と同じであり、共にGABA受容体に作用するため、アルコールと睡眠薬の併用では呼吸を抑制して死亡するリスクは高まる。
判断力を低下させる。アメリカでは、アルコールによる死因の14%（毎年約1万4千人）を運転事故、8%を他殺、7%を自殺、5.6%を転落死で占め、暴力や事故に起因する死亡につながる。
週7回以上の飲酒は不妊治療を受けている女性の妊娠確率を低下させるという研究がある。
また、祝日などで大量の飲酒を行うとホリデーハート症候群と呼ばれるアルコール性心筋症などを引き起こす。

### 飲酒習慣と健康
| 順位 | 疾病                 | DALYs （万） | DALYs （%） | DALYs （10万人当たり） |
| ---- | -------------------- | ------------ | ----------- | ---------------------- |
| 1    | 新生児疾患           | 20,182.1     | 8.0         | 2,618                  |
| 2    | 虚血性心疾患         | 18,084.7     | 7.1         | 2,346                  |
| 3    | 脳卒中               | 13,942.9     | 5.5         | 1,809                  |
| 4    | 下気道感染症         | 10,565.2     | 4.2         | 1,371                  |
| 5    | 下痢性疾患           | 7,931.1      | 3.1         | 1,029                  |
| 6    | 交通事故             | 7,911.6      | 3.1         | 1,026                  |
| 7    | COPD                 | 7,398.1      | 2.9         | 960                    |
| 8    | 糖尿病               | 7,041.1      | 2.8         | 913                    |
| 9    | 結核                 | 6,602.4      | 2.6         | 857                    |
| 10   | 先天異常             | 5,179.7      | 2.0         | 672                    |
| 11   | 背中と首の痛み       | 4,653.2      | 1.8         | 604                    |
| 12   | うつ病性障害         | 4,635.9      | 1.8         | 601                    |
| 13   | 肝硬変               | 4,279.8      | 1.7         | 555                    |
| 14   | 気管、気管支、肺がん | 4,137.8      | 1.6         | 537                    |
| 15   | 腎臓病               | 4,057.1      | 1.6         | 526                    |
| 16   | HIV / AIDS           | 4,014.7      | 1.6         | 521                    |
| 17   | その他の難聴         | 3,947.7      | 1.6         | 512                    |
| 18   | 墜死                 | 3,821.6      | 1.5         | 496                    |
| 19   | マラリア             | 3,339.8      | 1.3         | 433                    |
| 20   | 裸眼の屈折異常       | 3,198.1      | 1.3         | 415                    |

アルコールは毎年250万人の死亡につながっており、世界死因の4%を占める。ロシアでは男性の37%が55歳以前に死亡しており、主な原因は強いアルコール飲料、特にウォッカが原因と考えられる。イギリスでは、このような早期死亡の比率は7%である。
2012年の研究は44件の研究から、男性5杯以上、女性4杯以上の過剰な飲酒がひと月に1度でもあると、これまで言われていた少量の飲酒での健康効果を損なうとした。しかし、ハーバード大学医学大学院によると適度なアルコール摂取は、健康な高密度リポタンパク質（HDL）コレステロールのレベルを上昇させる。アルコールはまた、インスリンに対する細胞の抵抗性を低下させ、血糖値をより効果的に低下させることができる。
従来、1日にビール1缶程度の飲酒であれば死亡率が低下するとされてきたが、禁酒の理由には死亡率に影響するような病気になっているということがあるため、2016年には疾患の有無を区別し87件の研究から解析したところ、そうした飲酒と飲酒しない人の間には、総死亡率には違いがなかった。月に一度の大量飲酒（男5杯・女4杯以上）によって、リスクが上回る。
また、2016年の別の研究では、195か国の592研究のデータを分析し、飲酒しないことが最も健康を保つとした。

### アルコール依存症
アルコール依存症とは、長期にわたり多量の飲酒した事から、アルコールに対し精神的依存や身体依存をきたす、精神疾患である。アルコールを繰り返し摂取し、アルコールに対する依存を形成し、精神的に身体的に続的に障害されている状態をいう。
長期間多量に飲酒を続ければ、誰でもアルコール依存症になる可能性があり、世界保健機関（WHO）の策定した『国際疾病分類』第10版には"精神および行動の障害"の項に分類されており、これは個人の性格や意志の問題ではなく、精神障害と考えられている。
アルコール依存症の症状には精神依存と身体依存とがある。精神依存としては、飲酒への強烈な欲求をもつようになり、飲酒のコントロールがきかず節酒ができない状態となる。また精神的身体的問題が悪化しているにもかかわらず断酒できない、などが挙げられる。身体依存としては、アルコールが体から切れてくる事で、指のふるえが起きたり、発汗症状などの禁断症状が現れたり、以前と比べて酔うために必要な酒量が増大する、などが挙げられる。アルコール依存症になると他の娯楽や生活をおざなりに、飲酒をすることをすべてに優先的な行動となってしまう傾向にある。
飲用量が多い場合、急な飲酒は振戦せん妄を起こして致命的となりうる。

### がん
アルコール飲料は、IARC発がん性で発がん性があるというグループ1に分類される。WHOでは、飲酒は口腔癌、咽頭癌、喉頭癌、食道癌、肝癌、大腸癌と女性の乳癌の原因となるとして注意喚起を行っている。飲酒は喫煙と同じく深刻な健康被害をもたらすため、多くの人々に問題を知らせ、極めて有害であるアルコールの真実を効果的に伝える必要があるとし呼びかけを行っている。
アルコールそのものには発癌性があり、飲酒が少量でも顔が赤くなるようなALDH2（2型アルデヒド脱水素酵素）の働きが弱い体質の人では、アルコール代謝産物のアセトアルデヒドが食道癌の原因となり、ガンリスクを増大させると結論づけられている。ALDH2の働きが弱い人は日本人の約40%にみられ、アセトアルデヒドの分解が遅く飲酒で顔面が酷く赤くなったり、二日酔いを起こしやすい体質を作るなどの症状をもたらす。アセトアルデヒドやアルコールには発ガン性があり、口腔・咽頭・食道の発癌リスクが特に高くなる。口腔ガン、咽頭ガン、食道ガンは一人に複数発生する傾向があり、ALDH2の働きが弱い人に多発癌が多くみられる。少量の飲酒で顔が赤くなる体質の人の中で飲酒を始めて2年以内にあった人では、約9割の確率でALDH2の働きが弱いタイプと判定される。
逆にALDH2の活性が高い人は、大量のアルコールを摂取できる反面、同時に肝臓ではアルコールの分解と共に中性脂肪の合成が進む事で結果、肝臓は脂肪まみれになり、いわゆる脂肪肝リスクが増大することになる。
2005年の厚生労働省多目的コホート研究では、男性に発生した癌全体の約13%が週300g以上の飲酒による原因と概算されている。口腔・咽頭と食道癌では禁酒によりリスクの低くなることが報告されており、禁煙と禁酒の両者に取り組めばさらにリスクは低下すると報告されている。
大腸癌は飲酒で約1.4倍程度のリスク増となり、日本人では欧米人よりも同じ飲酒量でも大腸癌のリスク増加は若干多い傾向にある。大腸癌は頻度が多いので飲酒量を減らすことによる予防効果は大きいと考えられている。
2024年2月19日、飲酒に伴うリスクに関する知識の普及の推進を図るために「健康に配慮した飲酒に関するガイドライン」を公表。年齢、性別、体質、疾患別で異なる飲酒によるリスクを示し、「純アルコール」の摂取量に着目することが重要としている。
肝臓ガン
長期間飲酒を続けると肝臓に障害が生じ、アルコールの摂取量が肝障害に関連している。
大量のアルコールを摂取を続ける事で、肝臓ではアルコールの分解と共に中性脂肪の合成が進み、その結果、肝臓は脂肪まみれになり脂肪肝を発症する。
さらに飲酒を続けると、アルコール性肝炎や肝硬変に進み、最後には肝癌を合併するケースも珍しくない。お酒に強い人ほど強いがゆえに、肝臓を著しく痛めつける傾向があることが報告されている。
積算飲酒量とは、今までに飲んだアルコールの量のことである。積算飲酒量が、純アルコール換算で男性で600kgを超えると上記のように肝臓に障害が出る危険が高まると言われている。女性の場合は男性よりも少ない量で危険が高まる。ちなみに、この600kgは、週300g（ビール大瓶（633cc/本 x 4% = 25g/本）2本/日・6日分相当）、2000週（40年間）に相当する。上記表より換算すれば、日本酒週1.2升40年、ウイスキー週ボトル1.2本40年に相当する。
もともとウイルス性肝炎がある場合は、飲酒は増悪因子となりうる。
ただし、脂肪肝の段階で、節酒するか断酒に踏み切れば、肝臓は元の健康な状態に戻ることが確認されている。アルコール性脂肪肝と指摘された場合には、速やかに断酒することが重要とされている。
食道ガン
飲酒時に赤面する人が長期間飲酒を続けると食道ガンになる危険性が89倍にまで増加し、同体質の人が飲酒、喫煙を続けると最大190倍も高くなることが、東京大学の中村祐輔教授と松田浩一助教の研究により報告されている。
ALDH2酵素の遺伝的不足により、飲酒により吐き気を催したり、心拍数が増加、ほてりなどの反応を示す人は、東アジア（日本・中国・韓国）の人たちの1/3以上にまで及ぶ。日本では約4割がこの体質を持つ。アセトアルデヒドと呼ばれる毒素の体内蓄積を引き起こし、たったビール1/2本でも症状がでる。
世界で食道がんを多い国をつなげると、ベルト状になることから「食道がんベルト」という名が付いている。中東アジア、中国、韓国、日本などがそれとなる。病理学的に食道がんは「食道扁平上皮癌」と「食道腺癌」に大別され、日本人の場合には95%以上が食道扁平上皮癌が多数を占めている。一方、欧米では「食道腺癌」が多数である。
喉頭ガン
喉頭ガンの原因として飲酒やたばこの吸いすぎがあげられる。多く発症し特に50歳以上の患者の増加が目立ち咽頭部への継続的な悪質な刺激がガンを引き起こすと見られている。飲酒、喫煙の割合が男性に多い事から、男性に咽頭ガンの多い原因と考えられている。
咽頭ガンは上咽頭ガン、中咽頭ガン、下咽頭ガンにわかれておりそれぞれの部位で症状が違いがある。症状を例をあげると、一番多い中咽頭ガンで共通しているのは声がガサつきとなっている。いわゆるがらがら声と呼ばれる状態。咽頭ガンがさらに進行すると呼吸がうまくできなくなることがある。いわゆる呼吸困難の状態である。また、タンが多く出たり、タンの中に血が混じったりする症状がでてくる。このような症状が出た場合には早期に診療を受けることが大切。
喉頭がん
喉（ノド）頭がんの原因に喫煙や飲酒があげられる。喉（のど）が焼けるような強い酒をあおるように飲む飲み方ではリスクはより高まることになる。毎日飲酒をする人は特に注意が必要である。また、喉頭がんの原因は飲酒以外にもタバコやアスベストなどもあげられている。
口腔ガン
口腔ガンを引き起こす主要因子は喫煙や飲酒とされている。喫煙者は非喫煙者より口腔ガンでの死亡率が約4倍高いといわれている。また、アルコールはタバコよりも口腔癌を引き起こす可能性が著しく高いことが、近年の研究によって明らかになってきた。さらにビールやワインは同量のウイスキーを飲むよりもリスクが高まることも報告されている。
口腔ガンの予防法には主に次のようなことが挙げられている。
- タバコやアルコールを控える
- 口の中を清潔にする
- 口の粘膜に慢性の刺激を与えない

などである。

### 脳の萎縮
アルコールは少量であっても、脳を萎縮させる効果があるとする研究結果が報告されている。
研究によれば、以下の順で脳がより萎縮するとされている。
1. 大量の飲酒を継続的に行っている人
2. 少量の飲酒を継続的に行っている人
3. 過去に飲酒していたが、現在は飲酒を止めている人
4. 飲酒をしない人

「適量」と呼ばれている少量の飲酒であっても、脳の萎縮が起こり、過去の飲酒の影響も残り続けるため、脳の萎縮という観点から見れば、アルコールに適量は存在しない状況である。
なお、日本では、20歳未満の者の飲酒は法律により禁止されているが、アルコールを摂取する方法として飲酒の形態を取っていない場合であっても、摂取したアルコール量に応じた化学反応が脳内物質に発生することで脳に対して相応の影響が生じる。ただし、アルコール分を飛ばした後の極微量の残存アルコールが摂取されることなどについては一般に許容されるものと考えられている。もっとも、アルコールを含まない代替物質を使用するなどで同様の効果を得るといった選択はある。

### 認知症
慢性的に大量の飲酒を続けることは、65歳未満で発症する早期発症型の認知症をはじめとする様々な類型の認知症の主要な危険因子になりうるとする研究結果が出ている。
フランスにおいて早期発症型認知症の患者5万7000人以上の症例を調査した結果、半分を優に超える患者がアルコールに関する診断がなされていることが判明した。また、過去5年間に認知症と診断されたフランスの成人100万人以上の医療記録を精査し、アルコールとの関連が統計学的に明白であることも示されている。

### 代替飲料の開発
アルコールには死亡を含めた有害な影響が高く、その悪影響を低減させたアルコシンス（Alcosynth）が開発されている。2017年にイギリスのデビッド・ナットがアルカレラ（Alcarelle）を設立し、100の特許と共に商品化に向けて動いており、二日酔いがなく健康への害や暴力を低減させ、電子たばこのように害を低減させるという変化を社会にもたらしたいと考えている。

## 飲酒と社会

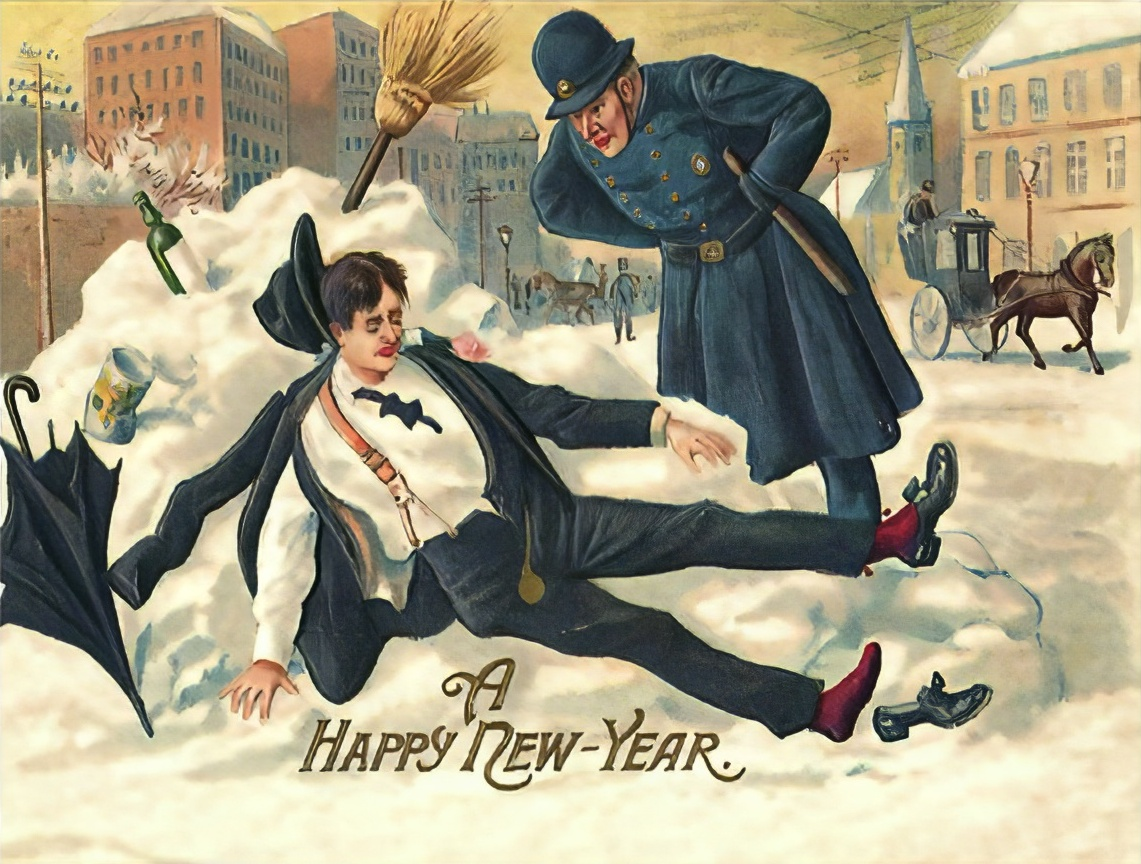
痛飲（1912年の新年ポストカード、米国）

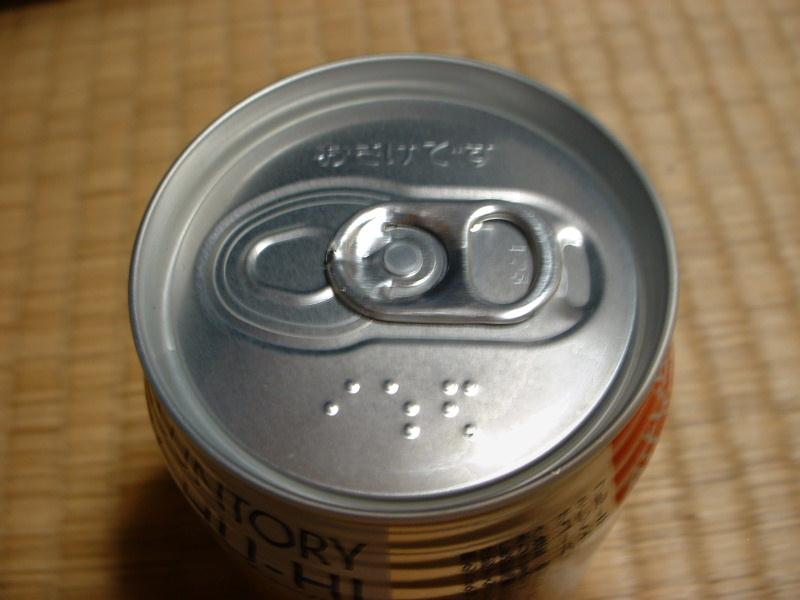
日本の酒類には、目の不自由な人の誤飲防止のため点字で「おさけ」と記されているものがある。

精神、心理状態を変化させることなどもあって、飲酒は様々な社会、文化と関わってきた。家庭における飲酒が日常化し、晩酌（夕食時に（しばしば日常的に）飲酒すること）する習慣や、酒を提供する飲食店であるバー、パブ、居酒屋、スナックのような飲食店も存在している。
日本では行事などで、なかば強制的に飲酒させる慣習が2000年代初頭頃まで見られたが、2010年代以降は急性アルコール中毒や飲酒運転による死亡事故報道の増加や、アルコール代謝酵素の欠落症の存在やアルコールハラスメントによる諸問題が広く知られる様になった事で、酒席でのノンアルコールやソフトドリンクも認められる様になりつつある。

### 暴力
アルコールは攻撃的な感情が起こることを促す。
児童や高齢者への虐待、家庭内暴力（DV）、駅や街中での暴力、傷害、犯罪など飲酒に関連した暴力は様々な場面で起こっており、社会的に重大な問題の一つとなっている。飲酒に関連した暴力を防止するためには、その原因となっている飲酒を減らすことが大切とされる。
飲酒により暴力が増加する背景には、飲酒・酩酊により攻撃性が増すなどのアルコールによる直接的な影響と、習慣的な飲酒によるアルコール乱用やアルコール依存症などの疾病からくる間接的な影響とがある。また、飲酒に関連した暴力には様々な種類があり、暴言や身体的暴力のみならず、精神的暴力、経済的暴力、性的暴力などが報告されている。
鉄道会社団体のまとめでは、駅や列車内で暴力行為をした乗客の約6割は飲酒をしていた。また酔客を降ろした駅員が突然傘で殴られたり、乗客同士のけんかの仲裁に入った駅員3人が逆上されてけがを負ったりするなど、駅員への暴行も多数報告されている。酔って地域警察官へ暴力をふるうなどして公務執行妨害容疑で逮捕されるなど、警察官へ暴力を振るうケースも珍しくない。
日本においては、飲酒による暴言・暴力やセクシャルハラスメントなどにおよぶといった迷惑行為である。この問題は、公共の場、職場や家庭内など、2000年代の日本での調査によると被害を受けた成人は推定約3,000万人である。

### 自殺
飲酒量が増すにつれて自殺のリスクが直線的に高い結果が示された。多変量解析の結果、多量飲酒者の自殺リスクは、非現在飲酒者（非飲酒者＋過去飲酒者）と比べ3.3倍高くなり、さらに、1日1合未満の少量飲酒者においても自殺リスクが1.7倍と高いリスクが示された。

### 凍死
飲酒したまま屋外などで寝込んでしまい、そのまま低体温症により凍死することがある。特に、寒波が厳しい時期にはホームレスなどの屋外生活者が寒さを紛らわせるために飲酒し、そのまま凍死するケースもある。

### 飲酒運転事故
飲酒運転による死亡事故は、平成14年（2002年）施行の改正道路交通法により罰則等が強化されたことで減少してきた。そして、平成18年（2006年）以降の取締りの強化及び飲酒運転根絶に対する社会的機運の高まり、さらには飲酒運転の厳罰化等により、大きく減少し、10年前の約3分の1となっている。飲酒運転事故は2008年の6219件が2018年には3355件に減少している。

### 貧困
飲酒と貧困には、世界の貧困問題と不可分である。世界的に、学歴が低く、低所得、失業中などの人において飲酒率が高いことが多数の統計的研究によって裏付けられている。
複数の研究では、貧しい国の中には家計の約18%が飲酒に出費されていることもあると指摘されている。WHOによると、少ない所得から食費・健康管理費・教育費などがさらに削られ、栄養不良や医療費増大、早死、識字率低下をもたらし、社会階層の固定化に影響している。

### 社会的損失
イギリス政府は飲酒への財政負担の軽減のために規制強化に乗り出した。飲酒が原因となる犯罪、暴力事件や医療費が大きな財政負担となっており、日本円にして年間1兆2000億から1兆9000億円が飲酒に関わる財政負担となっていると推計されている。また、成人の100万人以上がアルコール依存症だとされ、NHS（国民保健サービス）への負担は年間27億ポンドにも達している。イギリスではアルコール飲料が安価であることが過剰飲酒の引き金になっているとして厳しく非難されている。10年間で約10万人が飲酒が直接の原因となる疾病による死亡者数となっている。またこの累計には飲酒運転やガンなど、アルコールが間接的な原因と考えられるものは除かれている。2010年10月から身分証明書の確認の義務化なども実施される。そのほか、パブなどでの飲酒促進サービスとなる10ポンド飲み放題サービスや女性無料の日サービスのほか、早飲み競争ゲームなどの禁止が実施される。
韓国政府は、飲酒による社会経済的な損失の費用が年間20兆ウォン（約2兆6000億円）を超えるという韓国内政府統計を示した。これを切っ掛けにテレビコマーシャルなどを用いた「節酒キャンペーン」が行われた。医療費の支出や早期死亡、生産性の減少など、社会経済的に損失を与えた費用が20兆990億ウォンに及ぶなど、飲酒の弊害が深刻な水準にあると明らかにした。その根拠として、18‐64歳のアルコール使用障害人口（アルコール乱用人口とアルコール依存症人口を合わせた数）が全人口の6.8%（221万人）に及ぶという2001年の保健福祉部精神疾患実態疫学調査の結果を挙げた。仁済大学の金光起（キム・クァンギ）教授チームの調査の結果、過度な飲酒による疾患で死亡した人は2001年2万2000人（死亡者全体の8.7%）だった。また、2001年の殺人・暴力・強盗・強姦などの凶悪犯罪や交通事故の加害者など、現行犯の43.5%が犯行時に飲酒状態であったことが分かった。
日本では政府による大規模統計は示されていないが、韓国人では1人あたり年間71.1L、日本人は1人あたり年間83.5Lの飲酒量から同様の問題が懸念されている。

### 日本での飲酒者の傾向
以下はJMSコホート研究による。
日本人男性では、年齢が高いほど飲酒未経験者・禁酒者の割合が高く、若年層では飲酒量が多い傾向がみられた。結婚している人よりしていない人、および身体活動度が高い人より低い人で、飲酒未経験者・禁酒者・多量飲酒者が多かった。
日本人女性では、高齢層より若年層、教育年数の短い人より長い人、身体活動度の高い人より低い人で飲酒者の割合が高いという結果となった。そのほか、非飲酒者の収縮期血圧、拡張期血圧、総コレステロール、LDL-Cは飲酒者よりも高い結果がみられた。
酒癖
飲酒した際に普段は見られない行動を取ることを言う。下記に一般的な例を上げる。
- 絡み酒 - 人に管を巻いて、他人や身内に因縁をかける。中には上機嫌になり、暴行、強姦、器物損壊等の犯罪を犯す者もいる。一般的な酒癖。
- 説教癖 - 酔うと、自分が上になった気分になり、立場を省みず相手に説教をする。同じ内容で繰り返す者もいる。主に泥酔者や絡み酒に多い。
- 怒り上戸 - 酔うと、突然奇声を上げたり、周りに怒りをわめき散らす。
- 笑い上戸 - 酔うと、些細なことでも大声で笑い声をあげる。転じて、ちょっとしたことでもすぐに笑い出す人のことも「笑い上戸」と呼ぶ。
- 泣き上戸 - 酔うと、気分がネガティブになり、卑屈になり泣き喚く。

### 若者の飲酒
若者の飲酒は、中高年と比較し急性アルコール中毒やアルコール依存症等のリスクが高くなり、事件・事故の関連性が高いという特徴がある。その対策としては、飲酒禁止年齢を用いた対策が効果的といわれている。アルコールは200種以上の疾患と関連があるといわれ、その中で急性アルコール中毒と、アルコール依存症は若者の飲酒と関連も深いともいわれている。その他、脳の萎縮や第二次性徴の遅れ等、多くの領域でアルコールによる若者の健康への悪影響が懸念されている。
大学生・専門学校生の飲酒
大学コンパなどにおいて、20歳未満の者の飲酒が暗黙の了解となっている場面も少なくないのが実態である。20歳未満の者の飲酒の撲滅に盲目的に取り組むことはあまり有効ではなく、むしろ現状を認めたうえで、アルコールのモラルに関する教育・情報発信を行うほうが大学生や専門学校生の飲酒事故抑止には有効、という意見もみられる。

### 飲酒禁止令
794年（延暦13年、奈良～平安時代）頃には、日本初の「飲酒禁止令」が出された。このことから、既に社会問題化していたことが分かる。

## 法律

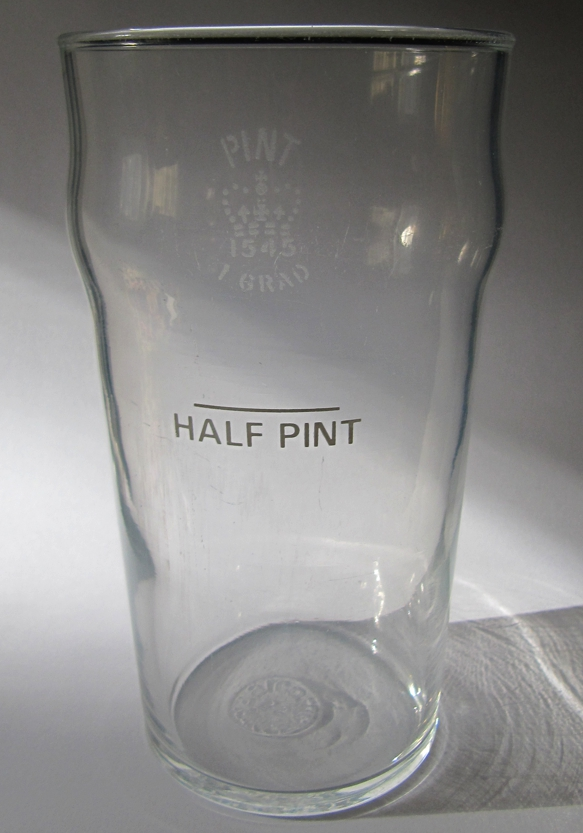
0.5パイント目盛り付きの1パイント容器。ドイツ語圏では同種の目盛りはフュルシュトリヒまたはアイヒシュトリヒと呼ばれ、飲料を提供する際に液体部分が該当する容量の目盛りを下回ることがないよう、法令で義務付けされている。

酒には古来より、公序良俗を守るため、あるいは租税を公課するためにアルコールに対して、さまざまな法律が制定されてきた。そして、2010年の第63回世界保健機関（WHO）の総会では、「アルコールの有害な使用を低減するための世界戦略」が採択された。
飲酒が全面的に禁止されることは少ないが、厳格なイスラム国家では禁酒が徹底されている。日本でも江戸時代に徳川綱吉が「大酒禁止令」を出し、過剰な飲酒、他人への飲酒の強要を戒め、酒屋への規制を試みている。またアメリカ合衆国には、飲料用アルコールの製造・販売・輸送を禁止するアメリカ合衆国憲法の改正（俗に言う「禁酒法」）が行われていた時期があり、現在でも一部の郡では酒類の販売が禁じられている。
日曜日に酒類の販売を制限している自治体も多い。また、インディアン居留地ではアルコール依存症を防止するため、禁酒を実施しているところがある。また欧米では、屋外や公園など公共の場所での飲酒を禁止しているところが多く、日本の花見のような光景は見られないことが多い。
ほとんどの国家では、年少者の飲酒または酒の購入を禁じている。酒購入の際に身分証明書が必要な場合がある。法律で飲酒が認められる年齢を最低飲酒年齢 (minimum drinking age, MDA)、購入が認められる年齢を最低購入年齢 (minimum purchasing age, MPA) という。世界的には、16歳から18歳を最低飲酒年齢または最低購入年齢（またはその両方）とする国家が多い。酒類別に年齢を定めている国家もある。
全ての国家で、飲酒運転を禁じている。飲酒運転とみなされる血中アルコール濃度は国によって違い、下限は0.0%（少しでも検出されれば不可）から0.08%の範囲である。
多くの国家では、酒類の生産や販売について免許が必要である。民主国家であっても専売制により国営企業や公営企業が独占している国家もある。また日本のように酒類の研究や品評会を税務当局が管轄している国もある。

### 各国の法律概要
日本

二十歳未満ノ者ノ飲酒ノ禁止ニ関スル法律（1922年）により、20歳未満の飲酒と購入、20歳未満への販売・提供が禁止されている。酒税法では、アルコール分を1%以上含む飲料と定義され、酒税の課税対象となっている。アルコールを10%以上含み江戸時代には酒であったみりん（本みりん）は、調味料として使用される場合でも酒税の課税対象となっており、酒税法では「混成酒類」に分類されている。ただしアルコールを含んでいても、食塩や酢の添加により不可飲処置が施された料理酒は、酒税の課税対象から外れ、酒類販売免許を持たない商店でも販売できる。また、酒の主成分であるエタノールは引火性があるため、濃度の高い（アルコール度数60%以上の）酒は、消防法の規制を受ける。
酒類の研究を行う酒類総合研究所は財務省が所管している。また日本酒の鑑評会である全国新酒鑑評会も酒類総合研究所が共催している。
1951年には、酒に酔つて公衆に迷惑をかける行為の防止等に関する法律が公布された。
2013年には、アルコール健康障害対策基本法が制定された。
飛行機の操縦士の飲酒問題により、国土交通省は2019年、既に義務化されていたバスやタクシーに加え、航空機操縦士や鉄道運転士、船員に対しても飲酒検査を義務づける方針とした。
なお、医薬品、医療機器等の品質、有効性及び安全性の確保等に関する法律の適用を受ける医薬品に該当する健康酒（薬用酒）でも、アルコール分が含まれている分、飲用後の運転は道路交通法違反にあたる恐れがある。車（オートバイ、自転車等の軽車両も含む）を運転する前には、飲用しないことが適当である。また満20歳未満の者の飲用もできない。
 アメリカ合衆国
かつてはアメリカ合衆国の州により最低飲酒年齢は18歳から21歳とばらつきがあった。1984年、国家最低飲酒年齢法により21歳未満の飲酒を認める州には連邦政府予算を支出しないこととなり、最低飲酒年齢は21歳に統一された。ただし、一部の州は、例外として宗教的理由での21歳未満の飲酒を認めている。
取り締まりはアルコール・タバコ・火器及び爆発物取締局が担当している。
 ドイツ
最低購入年齢はビール・ワインなどは16歳から。蒸留酒などは18歳から。18歳未満の飲酒の可否は、保護者に一任される。
 イギリス
最低購入年齢は18歳。最低飲酒年齢は、家庭では5歳。16歳で、ビールとリンゴ酒をバーやレストランで飲むことが認められ、18歳で全面的に飲酒が認められる。スポーツ施設での飲酒は禁止されている。
 フランス
最低購入年齢は16歳。最低飲酒年齢は、アルコール度数の低い一部の酒類については16歳、残りの酒類は18歳。
 リトアニア
2018年、飲酒が認められる年齢が18歳から20歳に引き上げられた。また、同年より酒類の広告が全面禁止されている。
 韓国
最低飲酒年齢は満19歳。
 カナダ
最低飲酒年齢は州によって異なり満18から19歳である。基本的に公共の場での飲酒は禁止されている。
流通は州の専売公社が管理する専売制で、販売できる場所も限られている。
飲食店で酒を提供する店員にも資格が必要である。
 サウジアラビア
飲酒・所持・国内持込は全面禁止。
 クウェート/ イラン/ イエメン/ イラク/ アフガニスタン
飲酒は全面禁止。
 アラブ首長国連邦
内務省の許可の下、非イスラム教徒の外国人のみが、飲酒を認められる。
 パキスタン/ バングラデシュ
イスラム教徒の飲酒は禁止であるが、一部の飲食店などは飲酒が認められる。
 パラオ
21歳未満の飲酒が禁じられている。2017年に放送が開始された恋愛バラエティ番組『恋神アプリ』ではロケ地としてパラオが使われ、20歳の出演者の飲酒シーンを放映してしまい、1度打ち切りとなった。

航空機への持ち込み制限、宅配便の引き受け制限
アルコールそのものは可燃性液体であるため、航空保安上、度数の高い酒類の持ち込みが規制される。以下は日本においての規制内容である。
- 70%超 危険品となり、機内持ち込みも受託もできない。
- 24%超70%以下 機内持ち込み分・受託分の合計が1人当たり5 Lまで。
- 24%以下 制限なし。

また、度数が70%超のアルコール飲料は宅配便での配送は不可である。

## 宗教と酒
酒の扱いは宗教ごとに異なっている。酒を神聖な場面で扱い、特別視する宗教・宗派がある一方で、飲酒が人や社会に悪影響を及ぼすとし、酒を敬遠・禁止する宗教・宗派もある。酒のもたらす精神変容は宗教体験や呪術と結び付けられ、非日常の宗教儀式用に摂取されるものとされていたと考えられる。今日でも様々な文化の様々な伝統宗教や祭祀習慣において、酒類は欠かせないものとなっている。飲酒にまつわる儀礼にはそうした宗教・祭祀慣習とのかかわりが深い。今日においても、酒類の儀礼性、宗教性は濃密に残っており、日本の屠蘇のように特定の祝い事と結びついた酒がある。
- ユダヤ教では、安息日や祝祭日を聖化して迎えるために、夕食前にワインを専用の杯に注いでキッドゥーシュという祈りの言葉を唱える（ブドウジュースで代用する場合もある）。
- 中世ドイツのキリスト教世界では泥酔は神に対する罪の一つとされ、檻に入れられたうえ街頭に吊るされる刑罰の対象とされた。
- カトリックなど大多数のキリスト教会派では、ミサや礼拝の際に執り行われる聖餐式で、赤ワイン（葡萄酒、特に混ぜ物のされていない純粋なもの）がイエスの血の象徴とされている[64]。ただし、プロテスタントの教派の多くは、アルコール分を含まないブドウジュースを用いる。
- プロテスタントでは、宗派により容認度は異なり、保守的な宗派ほど厳しい。セブンスデー・アドベンチスト教会は、禁酒を勧めており、救世軍は禁酒が絶対である。
- 末日聖徒イエス・キリスト教会（通称：モルモン教）は、戒律で飲酒を禁じている。
- イスラム教では、飲酒の効用は認めつつも、酒癖や健康上などの弊害が多いことを理由に、飲酒を禁じている。しかしその一方、適度な飲酒なら問題ないと考え、飲酒を行うムスリムも存在する。イスラム世界でもキリスト教徒やユダヤ教徒による醸造は許されたことが多く、飲酒文化が保持された。古来より飲酒をするムスリムは存在し、ルバイヤートなどでは、飲酒の快楽が述べられている。現代でも世俗主義を標榜しているトルコ、エジプトなどでは飲酒が盛んである。詳しくは「イスラム教における飲酒」参照。
- ヒンドゥー教では、地域により異なる。一部の地域では飲酒は避けるべき悪徳であるとされ、中でもヴィシュヌ神の敬虔な信者の多くは飲酒をしない。ネパールの祭事インドラ・ジャートラーでは、セート・バイラブ神の像の口から時折チャンと呼ばれる米酒が流れだし、その場に居合わせたものはそれを飲むことができる[65]。また、インドネシアのバリ島で信仰されているバリ・ヒンドゥーでは、飲酒が許容されている。
- 仏教では、五戒の中で「飲酒は避けるべき悪徳であり、苦しみを生み出す元」と説教し、禁じていた。しかし日本においては僧坊酒が公然と作られ、さらに末法思想・末法無戒思想が流行し、法然は飲酒を「この世の習」として許可。この戒を守る僧は実際には少数派である[66]。このため「酒を飲んではならない」という戒を公式には掲げながらも、実際には酒を飲むことが当たり前となっており、「不飲酒戒」を堂々と破ることが常態化している。ただし、無戒思想を持つ教団（法然・親鸞・日蓮系）においては教学上問題にならない。
- 神道では、お神酒（おみき）は神への捧げものであると同時に、身を清め神との一体感を高めるための飲み物とされる。
- ラスタファリ運動は飲酒を禁じている。
- カンドンブレでは、神への供物とされる。エシュにはカシャッサ、イェマンジャには白ワインなど、神によって酒類の好みがある。

## 主な酒

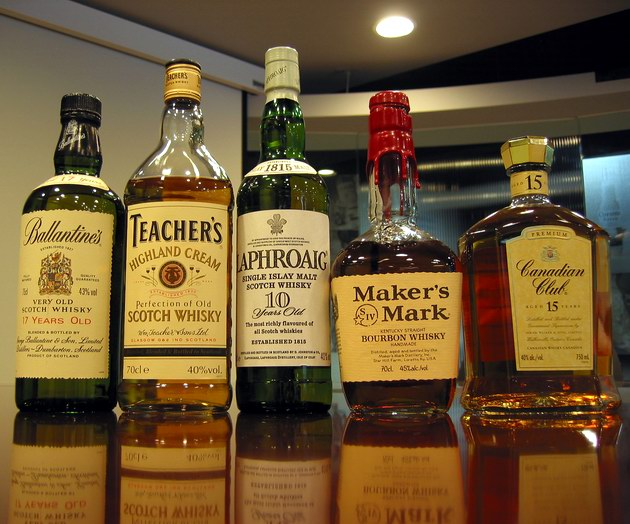
様々なウィスキー

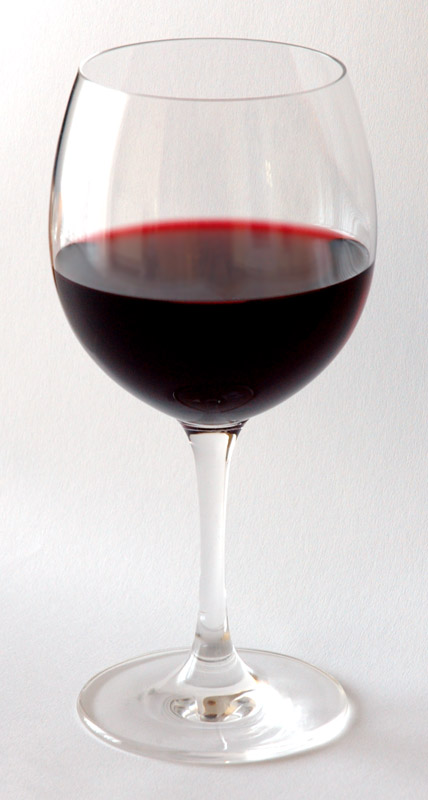
赤ワイン

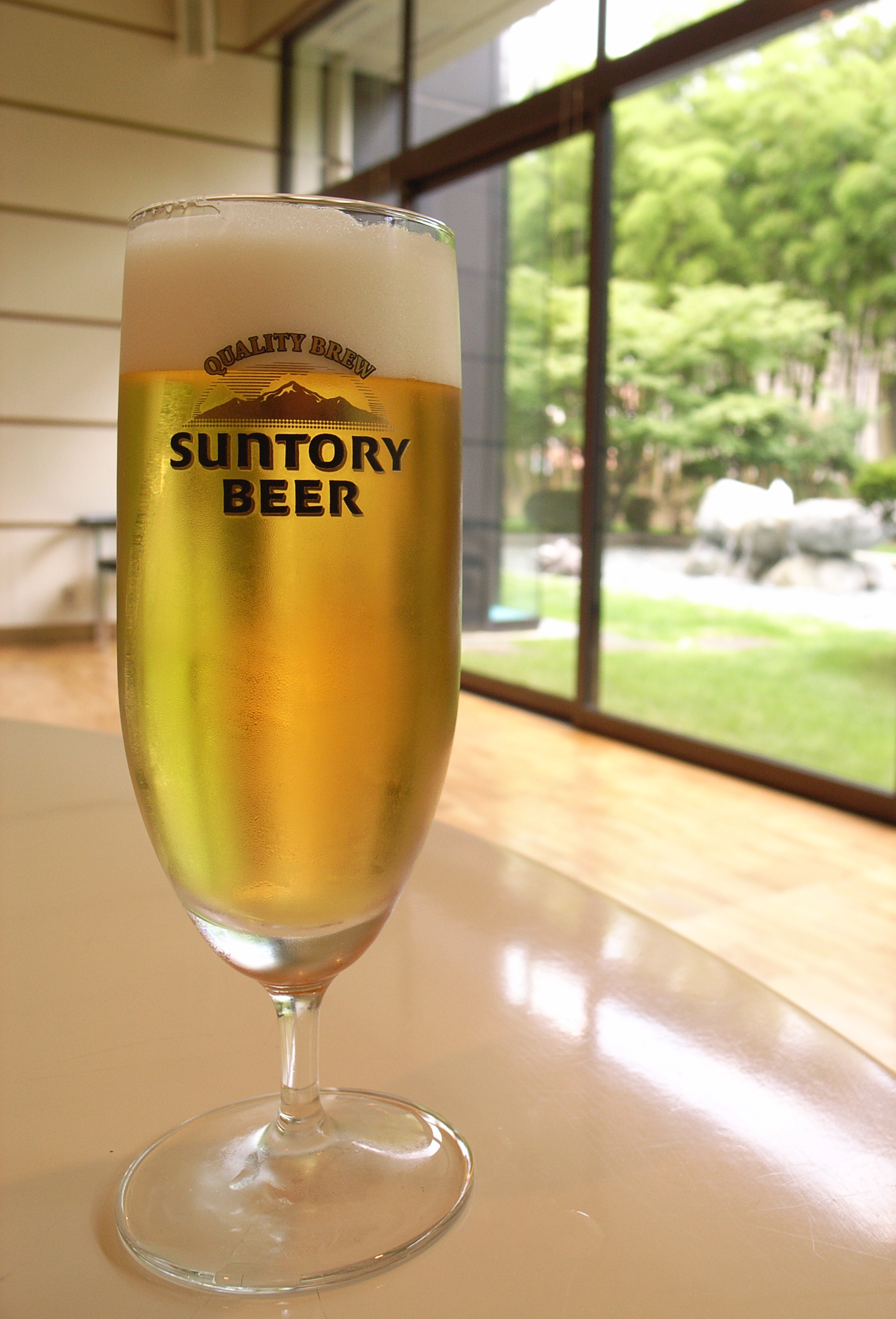
ビール

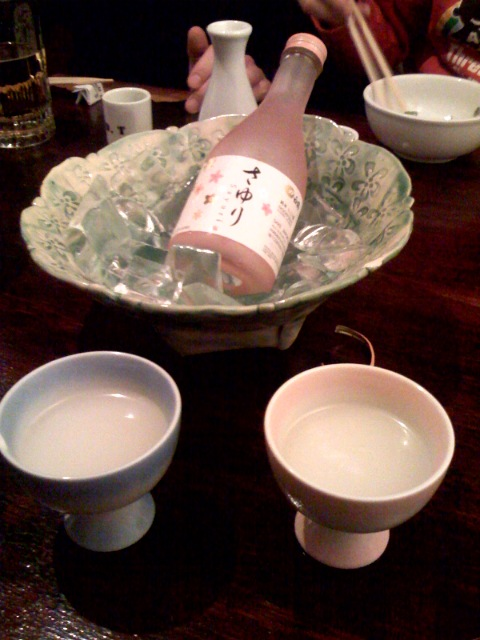
日本酒

- 蒸留酒（スピリッツ）
  - ウイスキー
    - スコッチ・ウイスキー
    - アイリッシュ・ウイスキー
    - バーボン・ウイスキー
    - テネシー・ウイスキー
    - カナディアン・ウイスキー
    - ジャパニーズ・ウイスキー

  - ラム
  - カシャッサ
  - ウォッカ
  - ジン
  - テキーラ
  - ブランデー
    - コニャック
    - カルヴァドス
    - アルマニャック

  - ラク
  - アラック
  - ウーゾ
  - 白酒
  - 茅台酒
  - 焼酎
    - 泡盛
      - 古酒
- 醸造酒
  - ビール
    - 白ビール
    - ランビック
    - 発泡酒
    - 第三のビール

  - 果実酒
    - ワイン
      - 発泡ワイン
        - シャンパン

      - ロゼワイン
      - 甘味果実酒
        - 酒精強化ワイン

      - デザートワイン
      - フェーダーヴァイサー
      - フレーバードワイン

    - シードル
    - ペリー
    - シンガニ

  - 黄酒
  - 日本酒
    - 灰持酒
    - 合成清酒

  - どぶろく
  - マッコリ
  - 馬乳酒
  - 蜂蜜酒
- 混成酒
  - リキュール
    - リモンチェッロ

  - みりん
    - 本直し
- カクテル
- 健康酒(薬酒)

## 「酒」を含む慣用句など
- 金谷の酒数
- 紅灯緑酒
- 高陽の酒徒（出典：『史記』）
- 酒が沈むと言葉が浮かぶ/酒口に入る者は舌出づ
- 酒買って尻切らる/酒買うて臂切らるる/酒持って尻切らる（出典：『放屁論』）
- 酒極まって乱となる
- 酒沈めば話浮く/酒の終わりは色話
- 酒と朝寝は貧乏の近道
- 酒と産に懲りた者がない
- 酒と煙草はのんで通る（出典：『譬喩尽』）
- 酒なくて何の己が桜かな
- 酒に呑まれる
- 酒に別腸あり（出典：『五代史』）
- 酒の中に真あり/酒は本心をあらわす（出典：『格言集』）
- 酒飲み、本性違わず/酒の酔い本性違わず
- 酒は憂いの玉箒/酒は憂いを払う玉箒（出典：『蘇軾』）
- 酒は燗、肴は刺身、酌は髱
- 酒は気違い水
- 酒は気つけ薬
- 酒は古酒、女は年増
- 酒は三献に限る（出典：『醒睡笑』）
- 酒は諸悪の基
- 酒は天の美禄（出典：『漢書』）
- 酒は飲むとも飲まれるな
- 酒は飲むべし飲むべからず
- 酒は百薬の長 されど万病の元[要出典]（出典：『漢書』巻二十四下「食貨志第四下」）
  - 前半部分のみを引用して過ぎる飲酒を正当化するためによく使われる。[要出典]
- 酒は百毒の長（出典：『徒然草』）[要出典]
- 百薬の長とはいえど、万の病は酒よりこそ起れ/酒は百薬の長、されど万病の元（出典：『徒然草』第175段）
- 酒はやめても酔いざめの水はやめられぬ
- 酒飯雪隠（出典：『譬喩尽』）
- 酒を悪みて酒を強う（出典：『孟子』）
- 酒池肉林（出典：『史記』）
- 酒嚢飯袋
- 粗酒粗餐/粗酒粗肴
- 飲まぬ酒には酔わぬ
- 人酒を飲む、酒酒を飲む、酒人を飲む/酒が酒を飲む（出典：『鎌田兵衛名所盃』）
- 林間に酒を煖めて紅葉を焼く
- 醴酒設けず（出典：『漢書』）
- 魯酒薄くして邯鄲囲まる（出典：『荘子』）
- 酒肴料（しゅこうりょう）
  - 日本の企業において、年末年始手当などのことを、「酒肴料」と称することがある。